# Fried Wesemann
Fried Heinrich Wilhelm Wesemann (* 3. August 1915 in Hannover; † 2001) war ein deutscher Journalist und hochrangiger SPD-Funktionär, der seit den 1950er Jahren wissentlich dem Bundesnachrichtendienst und der CIA zuarbeitete.

## Leben und Wirken
Fried Wesemann war der Sohn von Fritz Wesemann und Marie, geborene Lampe. Im Jahr 1945 arbeitete Wesemann als Redakteur bei den Düsseldorfer Nachrichten, von 1946 bis 1948 als Politikressort-Leiter bei der Hannoverschen Presse und 1948 als Korrespondent der Frankfurter Rundschau beim Wirtschaftsrat der Bizone. Von 1949 bis 1956 war er in Bonn Büroleiter der Frankfurter Rundschau, von 1956 bis 1958 Chefredakteur der Hannoverschen Presse. Von 1960 bis 1967 war er als FR-Korrespondent in Frankreich tätig, danach als freier Mitarbeiter für Christ und Welt, ZDF und den Deutschlandfunk. 1948 diskutierte Wesemann als SPD-Vertreter in einer Diskussionsrunde in der von Alfred Andersch moderierten Rundfunksendung Abendstudio mit August Haußleiter (CDU), Hans Werner Richter und Rüdiger Proske. 1952 veröffentlichte er eine Biografie über den SPD-Vorsitzenden Kurt Schumacher (Kurt Schumacher: ein Leben für Deutschland). In seinen Artikeln hat Wesemann „die scheinbar laxe Haltung Adenauers gegen einstige Nationalsozialisten“ verteidigt.
Nach dem Eintritt der SPD in die Große Koalition unter Bundeskanzler Kiesinger wollte Herbert Wehner das geschäftsführende Präsidiumsmitglied Alfred Nau mit einem Chefkoordinator für die Öffentlichkeitsarbeit und Presseverlautbarungen der Parteizentrale unterstützen. Ab Mitte 1967 war Wesemann Direktor für Informationspolitik beim SPD-Parteivorstand. Vom 28. bis 30. November 1967 war er mit Egon Franke, zu dieser Zeit Vorsitzender des Bundestagsausschusses für gesamtdeutsche und Berliner Fragen, und Leo Bauer, dem Brandt-Berater und Chefredakteur der „Neuen Gesellschaft“, zu geheimen Gesprächen mit Politikern der Partito Comunista Italiano in Rom, wodurch man sich in der SPD in der Vorbereitung der neuen Ostpolitik eine Verbesserung der Kontakte zu den SED-Machthabern erhoffte. Ihnen gegenüber saßen das KPI-Vorstandsmitglied – der spätere Vater des Eurokommunismus – Enrico Berlinguer und der Chef der ZK-Sektion für internationale Politik, Carlo Galluzzi. Hinzu gesellte sich der persönliche Sekretär des Parteichefs Longo, Sergio Segre. Wesemann, der die Gespräche für die SPD protokolliert hatte, gab dann den Bericht über den Verlauf dieses Treffens an den Bundesnachrichtendienst weiter. Dies geht aus einem Aktenvermerk vom 6. Februar 1968 an den damaligen BND-Chef Reinhard Gehlen hervor. In dem Aktenvermerk heißt es, Wesemann verlasse sich „auf eine entsprechende Geheimhaltung“.
Ende 2017 wurde Reinhard Gehlens Privatarchiv der Süddeutschen Zeitung zugespielt; dabei wurde u. a. auch bekannt, dass Wesemann den Bundesnachrichtendienst beim Ausspionieren führender SPD-Politiker unterstützt hatte. Als ein führendes Mitglied im Parteiapparat hatte er bereits seit den 1950er-Jahren sowohl für den BND und die amerikanische CIA gearbeitet. Wesemann hatte den BND wohl auch 1968 über die Kontakte führender SPD-Politiker wie Willy Brandt zur italienischen Partito Comunista Italiano unterrichtet. Wesemann lebte zuletzt in Remagen.

## Schriften
- Kurt Schumacher. Ein Leben für Deutschland. Herkul Verlagsanstalt, Frankfurt am Main 1952.